# Hicri Fişek
Prof. Dr Hicri Fişek (Izmir, 22 septembre 1918 - Ankara, 26 février 2002) est un professeur turc de droit international, fils du général Hayrullah Fişek.
En 1964, il a fondé le lycée Tevfik Fikret à Ankara, une institution reconnue pour ses standards académiques élevés et ses valeurs humanistes. La bibliothèque du lycée porte son nom,
Hicri Fişek a également occupé des postes influents au sein d’organisations internationales, notamment en tant que membre du Conseil de direction de l’Institut international pour l’unification du droit privé (UNIDROIT) de 1978 à 2002 et de la Sous-Commission des Nations Unies pour la prévention de la discrimination et la protection des minorités (1978-1983). Il a reçu plusieurs distinctions prestigieuses, dont la Légion d’Honneur française (Chevalier en 1964 et Officier en 1975) et un doctorat honoris causa de l’Université de Strasbourg en 1974.
En collaboration avec son frère, Nusret Fişek, pionnier de la santé publique en Turquie, Hicri Fişek a travaillé à la modernisation des politiques sociales et administratives. Ensemble, ils ont plaidé pour des réformes visant à améliorer l’accès aux services de santé, à renforcer les infrastructures publiques et à promouvoir une approche holistique du bien-être social en Turquie.

## Distinctions
- Chevalier de la Légion d'honneur (1964)
- Officier de la Légion d'honneur (1975)

Il a aussi reçu le titre de docteur honoris causa de l'Université de Strasbourg en 1974.